# Warzuga
Warzuga (ros. Варзуга) – rzeka w północno-zachodniej Rosji, w obwodzie murmańskim, na Półwyspie Kolskim. Ma 254 km długości a jej dorzecze zajmuje powierzchnię 9840 km². Średni przepływ wynosi 77 m³/s, a w maju i czerwcu dochodzi nawet do 300 m³/s. Zamarza w październiku i pozostaje skuta lodem do maja.